# Brestovac (Leskovac)
Brestovac (Leskovac) (em cirílico: Брестовац) é uma vila da Sérvia localizada no município de Leskovac, pertencente ao distrito de Jablanica, na região de Jablanica. A sua população era de 2063 habitantes segundo o censo de 2002.

## Demografia
| 1948  | 1953  | 1961  | 1971  | 1981  | 1991  | 2002  | 2011  |
| ----- | ----- | ----- | ----- | ----- | ----- | ----- | ----- |
| 1 687 | 1 742 | 2 003 | 2 077 | 2 140 | 2 167 | 2 086 | 2 063 |